# Брикар, Эммануэль
Эммануэль Брикар (фр. Emmanuel Bricard; род. 4 мая 1966) — французский шахматист, гроссмейстер (2005).
Чемпион Франции 1993 года.
В составе сборной Франции участник 2-х Олимпиад (1992—1994) и 10-го командного первенства Европы (1992).

## Изменения рейтинга
| Графики недоступны из-за технических проблем. См. информацию на Фабрикаторе и на mediawiki.org. |